# Truth (álbum)
Truth é o álbum de estréia do The Jeff Beck Group, lançado em 1968 no Reino Unido pela Columbia Records e nos Estados Unidos pela Epic Records. Ele introduziu o talento de Rod Stewart e Ronnie Wood para um público maior, e chegou ao número 15 na Billboard 200.

## Conteúdo e fundo

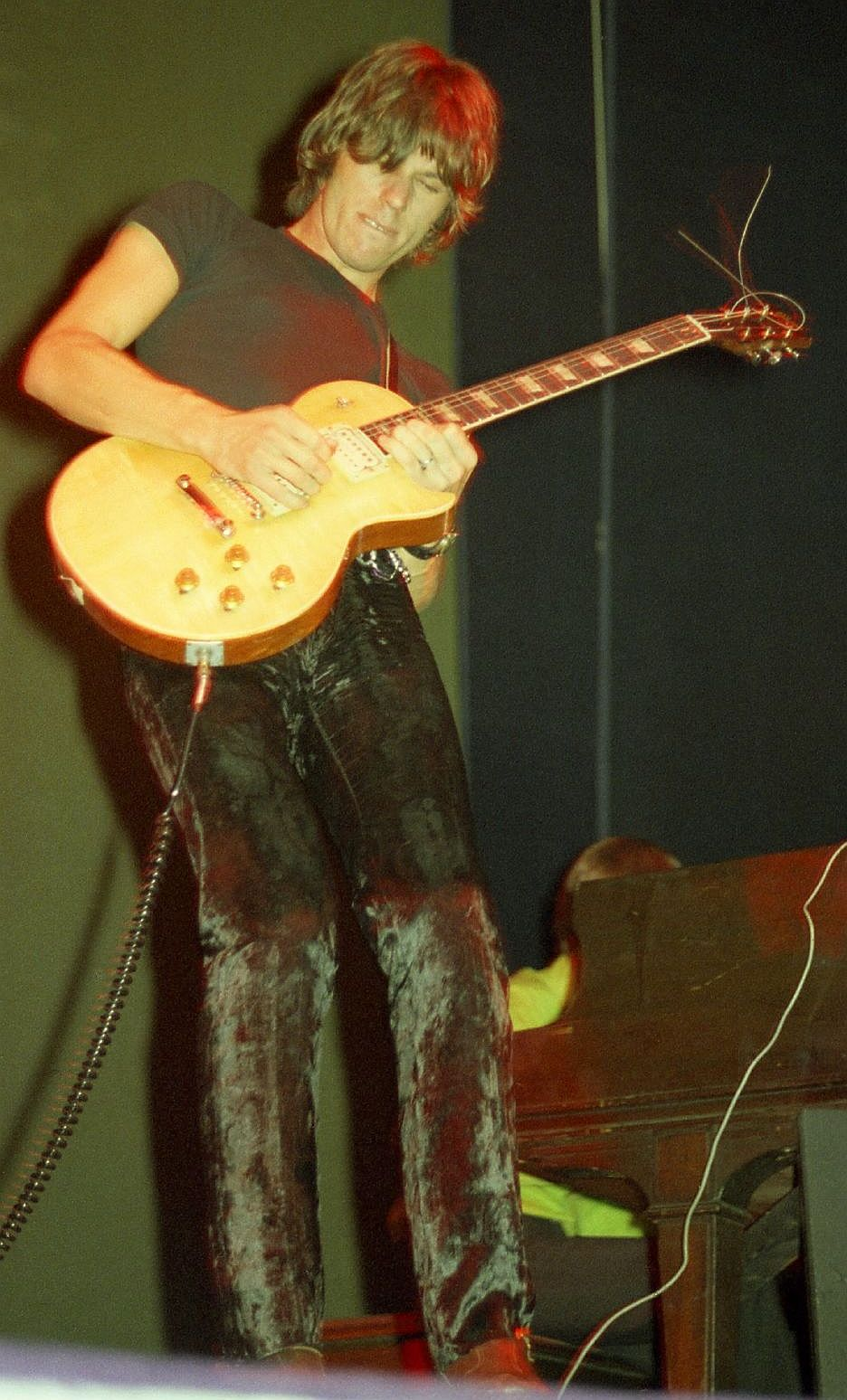
Beck com o Jeff Beck Group em concerto no Fillmore East, em 19 de outubro de 1968.

Depois de deixar o Yardbirds no final de 1966, Jeff Beck havia lançado três singles comerciais, dois em 1967 com ele mesmo nos vocais, e um sem vocais em 1968. Todos tinham sido sucesso nas paradas de singles do Reino Unido, e todas foram caracterizados por canções voltadas à parada pop no lado A a mando do produtor Mickie Most. Números com base em blues e rock mais pesado foram destaque no lado-B, e para a música no álbum, Beck optou por buscar o último curso.
As sessões de gravação para o álbum ocorreram durante quatro dias, 14-15 de maio e 25-26 de maio de 1968. Nove faixas ecléticas foram tomadas a partir dessas sessões, incluindo covers de "Ol' Man River", de Jerome Kern, a melodia "Greensleeves" do período Tudor, e "Morning Dew" de Bonnie Dobson, um single hit de 1966 de Tim Rose. Beck reconheceu dois gigantes do Chicago blues em canções de Willie Dixon — Muddy Waters "You Shook Me" e "I Ain't Superstitious" de Howlin' Wolf. O álbum começou com uma música da antiga banda de Beck, "Shapes of Things". Três exemplares foram creditados como "Jeffrey Rod", um pseudônimo para Beck e Stewart, todas as regravações de canções de blues anteriores: "Let Me Love You", a canção de mesmo título de Buddy Guy; "Rock My Plimsoul" de "Rock Me Baby", de B. B. King; e "Blues Deluxe" semelhante a uma outra canção de B. B. King, "Gambler's Blues". "Plimsoul" já havia sido gravada para o lado-B do single "Tallyman" de 1967, e a décima faixa, um instrumental com Jimmy Page, John Paul Jones, Keith Moon, e o futuro pianista do Jeff Beck Group Nicky Hopkins, "Beck's Bolero" , tinha sido editada e remixada como estéreo do lado-B anterior para "Hi Ho Silver Lining". Devido a conflitos contratuais, Moon tinha sido creditado no álbum original, como "You Know Who".

## Recepção e legado
| Críticas profissionais    | Críticas profissionais |
| Avaliações da crítica     | Avaliações da crítica  |
| Fonte                     | Avaliação              |
| ------------------------- | ---------------------- |
| Allmusic                  | link                   |
| Rolling Stone             | Positiva               |
| Rolling Stone album guide | link                   |

Truth é considerado um trabalho seminal do heavy metal por causa de seu uso de blues em direção a uma abordagem hard rock. Tom Scholz do Boston listou-o como o seu álbum favorito na revista on-line da Gibson, afirmando: "Eu conheci o álbum Truth do Jeff Beck de dentro para fora ..." O título do álbum inspirou o nome da banda de Iowa Truth and Janey. O guitarrista de blues Joe Bonamassa gravou uma versão de estúdio de "Blues Deluxe" em seu álbum homônimo Blues Deluxe, de 2003, e gravou versões ao vivo no Live at Rockpalast (2005) e Live from the Royal Albert Hall (2009).
Em 10 de outubro de 2006, a Legacy Recordings remasterizou e relançou o álbum em um CD com oito faixas bônus. Foram incluídas tomadas de "You Shook Me" e "Blues Deluxe", este último sem o overdub dos aplausos, e as seis faixas que compõem os três singles do cantor. O lado B do single "Love Is Blue", de 1968, "I've Been Drinking", foi outro especial de "Jeffrey Rod", desta vez a reconfiguração da música "Drinking Again" de Johnny Mercer.

## Lista de faixas
| Lado A |                    |                                             |         |  |
| N.º    | Título             | Compositor(es)                              | Duração |  |
| 1.     | "Shapes of Things" | Jim McCarty, Keith Relf, Paul Samwell-Smith | 3:22    |  |
| 2.     | "Let Me Love You"  | Jeffrey Rod                                 | 4:44    |  |
| 3.     | "Morning Dew"      | Bonnie Dobson                               | 4:40    |  |
| 4.     | "You Shook Me"     | Willie Dixon, J. B. Lenoir                  | 2:33    |  |
| 5.     | "Ol' Man River"    | Jerome Kern, Oscar Hammerstein II           | 4:01    |  |

| Lado B |                         |                |         |  |
| N.º    | Título                  | Compositor(es) | Duração |  |
| 1.     | "Greensleeves"          | tradicional    | 1:50    |  |
| 2.     | "Rock My Plimsoul"      | Jeffrey Rod    | 4:13    |  |
| 3.     | "Beck's Bolero"         | Jimmy Page     | 2:54    |  |
| 4.     | "Blues Deluxe"          | Jeffrey Rod    | 7:33    |  |
| 5.     | "I Ain't Superstitious" | Willie Dixon   | 4:53    |  |

| Faixas da reedição da bônus de 2006 |                                                       |                                          |         |  |
| N.º                                 | Título                                                | Compositor(es)                           | Duração |  |
| 1.                                  | "I've Been Drinking" (mixagem estéreo)                | Jeffrey Rod                              | 3:25    |  |
| 2.                                  | "You Shook Me" (tomada 1)                             | Willie Dixon, J. B. Lenoir               | 2:31    |  |
| 3.                                  | "Rock My Plimsoul" (mixagem estéreo de versão single) | Jeffrey Rod                              | 3:42    |  |
| 4.                                  | "Beck's Bolero" (mono single)                         | Jimmy Page                               | 3:11    |  |
| 5.                                  | "Blues Deluxe" (tomada 1)                             |                                          | 7:31    |  |
| 6.                                  | "Tallyman"                                            | Graham Gouldman                          | 2:46    |  |
| 7.                                  | "Love Is Blue"                                        | André Popp, Pierre Cour, Brian Blackburn | 2:57    |  |
| 8.                                  | "Hi Ho Silver Lining" (mixagem estéreo)               | Scott English, Laurence Weiss            | 3:46    |  |

## Créditos
- Jeff Beck – guitarra elétrica, guitarra acústica em "Greensleeves"; pedal steel guitar em "Shapes of Things"; baixo elétrico em "Ol' Man River"; vocais em "Tallyman" e "Hi Ho Silver Lining", vocal de apoio em "Let Me Love You"
- Rod Stewart – vocais, possível vocal de apoio em "Tallyman"
- Ron Wood – baixo elétrico, exceto onde indicado
- Micky Waller – bateria